# 宮田線
宮田線（日语：／ Miyada sen */?）曾經是一條連結日本福岡縣鞍手郡小竹町的勝野站至同縣鞍手郡宮田町（現、宮若市）的筑前宮田站，屬於九州旅客鐵道（JR九州）的鐵路線（地方交通線）。全線都位於福岡近郊區間。
1980年（昭和55年）的國鐵再建法施行獲指定為第3次特定地方交通線，1989年（平成元年）12月23日全線廢除。另外，此線是九州最後殘餘的特定地方交通線。

## 路線資料
- 路線距離（營業距離）：勝野－筑前宮田間 5.3公里
- 軌距：1067毫米
- 站數：3個（全線廢除時。包括起終點站）
- 複線路段：全線單線
- 電氣化路段：全線非電氣化（日语：非電化）

## 历史
宮田线于1902年（明知35年）为运输由筑丰炭田为数不多的煤矿之一的贝岛炭矿出产的石炭，以货物线的形式开通。1907年（明治40年），伴随铁道国有法的施行，九州铁道全线国有化，该线亦被编为筑丰本线的货物支线。1912年（明治45年），胜野 - 桐野（后来的筑前宫田）开始旅客运输的同时，该线同1904年（明治37年）和1910年（明治43年）开通的支线一同独立为桐野线。
1937年（昭和12年），位于该线终点的桐野站改名为筑前宫田站，线路名亦同时改名为宫田线。随着贝岛煤矿的繁荣，鼎盛时期，共有从各车站延伸出去的专用铁路长达20 km。然而，随着能源解构调整导致的石炭政策发生变化，沿线煤矿逐渐衰落。1976年（昭和51年）8月，随着最后的煤矿闭山，宣告了筑丰炭田一个多世纪的历史的终结。由此，宫田线再无货物运输，而同时宫田町的衰退亦减少了其旅客运输。

### 年表
- 1902年（明治35年）2月19日：九州鉄道胜野 - 宫田 (3M29C) 作为货物线开业[2]。新设（货）宫田站。
- 1904年（明治37年）
  - 月日不详：宫田站改名为桐野站。
  - 11月25日：胜野 - 菅牟田 (2.7 M) 支线开业（实质上为菅牟田分岐点（后来的矶光站） - 菅牟田（旧）(1.1 M)开业）[1]。新设（货）菅牟田站（初代）。
- 1907年（明治40年）7月1日：收购并国有化[3]。
- 1909年（明治42年）10月12日：伴随国有铁道线路名称制定，胜野 - 菅牟田、菅牟田分岐点 - 桐野被指定为筑丰本线（货物支线）[3]。
- 1910年（明治43年）10月15日：第二菅牟田分岐点 - 第二菅牟田 (0.4 M) 支线开业，新设鹤田信号所（改称自菅牟田分岐点？）[1]。新设（货）第二菅牟田站。
- 1911年（明治44年）
  - 2月1日：鹤田信号所改名为菅牟田分岐点。
  - 5月13日：胜野 - 菅牟田（旧） (2.7 M) 的货物支线废除（实质上为第二菅牟田分岐点 - 菅牟田（旧） (0.1 M) 废除）。菅牟田站（初代）废除。第二菅牟田站改名为菅牟田站（2代）。

1912年（明治45年）7月21日：胜野 - 桐野 (3.2 M) 开始旅客营业。胜野 - 桐野、矶光 - 菅牟田改名为桐野线。在菅牟田分岐点的位置新设矶光站。桐野站由货物站升格为一般站。
- 1915年（大正4年）12月1日：新设（货）新菅牟田站。
- 1937年（昭和12年）8月20日：桐野站改名为筑前宫田站。同时线路名改名为宮田线[1]。
- 1977年（昭和52年）7月20日：矶光 - 菅牟田 (2.2 km) 货物支线废除。新菅牟田站、菅牟田站废除。
- 1982年（昭和57年）11月15日：胜野 - 筑前宫田 (5.3 km) 货物营业废除[4]。
- 1987年（昭和62年）
  - 2月3日：被指定为第3次特定地方交通线。
  - 4月1日：伴随国铁分割民营化，继承至九州旅客铁道。
- 1989年（平成元年）12月23日：全线 (5.3 km) 废除。

## 車站列表
接續路線的公司名、所在地以宮田線廢除時為準。全線都位於福岡縣內。累計營業距離以勝野起計算。貝島炭礦專用線伴隨煤礦關閉而在1976年廢除。
| 路線名稱 | 中文站名 | 中文站名 | 中文站名 | 站間距離 | 站間距離 | 累計營業距離 | 接續路線             | 所在地                    |
| -------- | -------- | -------- | -------- | -------- | -------- | ------------ | -------------------- | ------------------------- |
| 本線     | 勝野     |          |          | -        |          | 0.0          | 九州旅客鐵道：豐本線 | 鞍手郡小竹町              |
| 本線     | 磯光     |          |          | 2.6      | ↴        | 2.6          |                      | 鞍手郡宮田町 （現宮若市） |
| 本線     | 前宮田   |          |          | 2.7      | \|\|     | 5.3          | 貝島炭礦專用線       | 鞍手郡宮田町 （現宮若市） |
| 貨物線   | 新菅牟田 |          |          |          | 0.9      | 3.5          |                      | 鞍手郡宮田町 （現宮若市） |
| 貨物線   | 菅牟田   |          |          |          | 1.3      | 4.8          | 貝島炭礦專用線       | 鞍手郡宮田町 （現宮若市） |